# 3-Hydroxibutanal

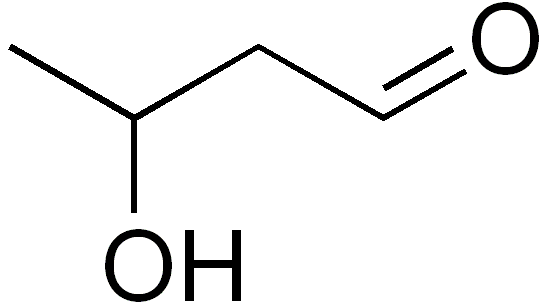
Strukturformel för 3-hydroxibutanal.

3-Hydroxibutanal eller aldol, summaformel för C4H8O2, är en organisk kemisk förening i gruppen aldoler. Det är en färglös, tjockflytande, svagt söt vätska, som är löslig i vatten. Substansen kan användas som sömnmedel och vid framställning av plast.